# Karl Ludwig von Phull
 (juillet 2018).
Si vous disposez d'ouvrages ou d'articles de référence ou si vous connaissez des sites web de qualité traitant du thème abordé ici, merci de compléter l'article en donnant les références utiles à sa vérifiabilité et en les liant à la section « Notes et références ».
Karl Ludwig von Phull (ou Pfuel) (6 novembre 1757 – 25 avril 1826) fut un général allemand au service du Royaume de Prusse puis de l'Empire russe. Il a officié en tant que Chef de l'état-major Général du Roi Frédéric-Guillaume III de Prusse lors de la Bataille d'Iéna-Auerstedt. Alors au service de la Russie, il fut un partisan de la politique de la terre brûlée lors de l'invasion napoléonienne de Russie.

## Vie familiale
Phull est né à Ludwigsburg et provient de la branche Wurtemberg  de la famille Pfuel, dans le Brandebourg. Il était le fils du générale souabe Carl Ludwig Wilhelm August von Phull (1723-1793) et de Auguste-Wilhelmine von Keßlau (1734-1768).
Le premier mariage de Phull a eu lieu à Potsdam le 2 mai 1790, avec Henriette Luise Charlotte von Beguelin (1763-1810), avec qui il a divorcé en 1800. Ils ont eu une fille, Émilie Hernriette (1792-1864). Phull s'est ensuite remariée le 18 septembre 1801 avec Charlotte Poths (1766-1808), ce second mariage a pris fin en 1803. Phull et Poths ont eu un fils, Eugen (1801-1857). Finalement, Phull s'est marié une troisième fois à Berlin le 4 octobre 1810 avec Sabine Henriette von Wedel (ca. 1773-1840), mais ils se sont également séparés.

## Carrière

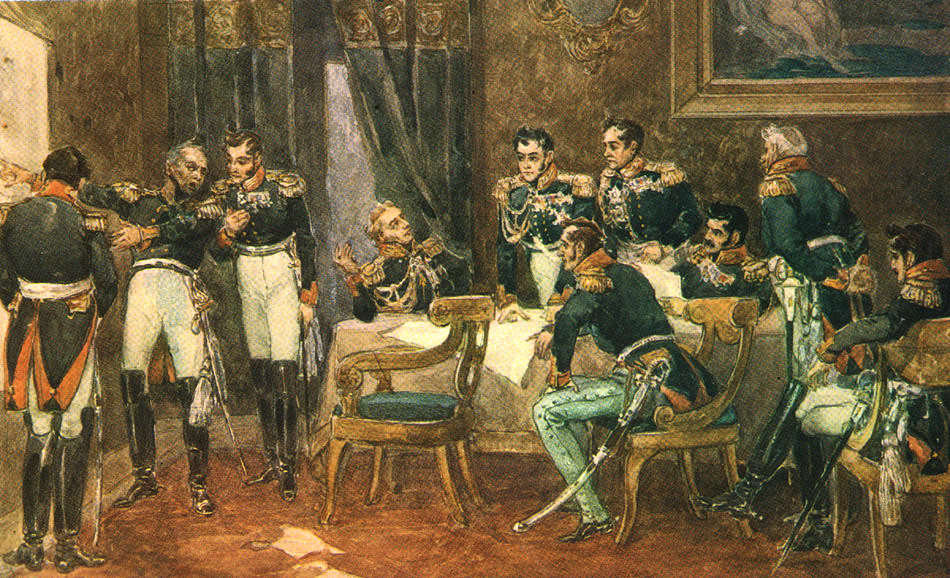
Conseil d'Alexandre Ier au camp de Drissa le 1er (13) juillet 1812, toile d'Aleksandrs Apsītis, 1912.

Phull entre dans l' armée prussienne en 1777, sous le règne de Frédéric II et devient un membre de l'état-major Général en 1781. En 1793, lors de la guerre de la Première Coalition, il participe à la campagne du Rhin et est promu à colonel en 1798. En 1805, il devient major-général. En tant que chef de département de l'état-major Général depuis 1804, il est le chef d'état major du roi de Prusse Frédéric-Guillaume III lors de la Bataille d'Iéna-Auerstedt en 1806.
Après la défaite de la Quatrième Coalition en 1807, Frédéric-Guillaume envoie Phull servir le tsar Alexandre Ier de Russie. Phull gagne la confiance d'Alexandre qui lui confère le grade de lieutenant général dans l' armée russe. Il est cependant détesté par des officiers russes comme Alexandre Ostermann-Tolstoï et Michel Barclay de Tolly qui lui reprochent de ne pas parler le russe, qu'il considère comme une « langue barbare », et de vivre dans des théories abstraites. Phull persuade le tsar de concentrer son armée dans un grand camp retranché, sur le modèle de celui de Frédéric II à Bunzelwitz pendant la guerre de Sept Ans, pour repousser l'attaque française. Cependant, lorsque le camp est établi à Drissa sur la Daugava, les généraux d'Alexandre lui démontrent que la position est indéfendable et serait un piège fatal pour l'armée russe. Filippo Paulucci, général italien au service du tsar, déclare à Phull : « Ce camp est conçu par un traître ou par un ignorant, choisissez, mon général ». Le tsar quitte alors l'armée en confiant le commandement au général Barclay de Tolly qui ordonne un repli vers Vitebsk,.
Le degré d'implication de Phull dans la décision d'appliquer la politique de la terre brûlée contre Napoléon Bonaparte lors de l'invasion de la Russie est contesté. Après la prise de Moscou par Napoléon le 14 septembre 1812, Phull, victime de l'hostilité des  généraux russes, est contraint de fuir vers la Suède et l'l'Angleterre. Dans une lettre à Phull écrite le 12 décembre 1813, Alexandre lui écrit cependant :  « C'est vous qui avez conçu le plan qui, avec l'aide de la providence, a eu pour suite le salut de la Russie et celui de l’Europe ».
En 1813, Phull est chargé de l'instruction du prince Frédéric d'Orange-Nassau, futur roi des Pays-Bas. Après la chute de Napoléon en 1814, Phull est nommé ambassadeur de Russie aux Pays-Bas (à La Haye et à Bruxelles) ; sa troisième femme, Sabine Henriette von Wedel, tient un salon très apprécié à Bruxelles. Après qu'elle soit devenue émotionnellement instable, Phull prend sa retraite à Stuttgart, en 1821, où il meurt cinq ans plus tard.
La participation de Phull à la campagne de Russie de 1812 est évoquée dans le roman Guerre et Paix de Léon Tolstoï, dans laquelle le général est nommé Pfuel: Tolstoï reprend les reproches des officiers russes envers les stratèges allemands.